# Великая Мочулка
Вели́кая Мочу́лка (укр. Велика Мочулка) — село на Украине, находится в Тепликском районе Винницкой области.
Код КОАТУУ — 0523781301. Население по переписи 2001 года составляет 1423 человека. Почтовый индекс — 23823. Телефонный код — 4353.
Занимает площадь 0,629 км².

## Адрес местного совета
23823, Винницкая область, Теплицкий р-н, с. Великая Мочулка, ул. Центральная, 7